# B SMART
B SMART 4Change est une chaîne de télévision privée française. Créée en juin 2020, cette chaîne économique et financière fait partie du groupe Ficade,.

## Historique
B SMART est lancée le 16 juin 2020 à Paris, par trois anciens cadres de BFM Business : Stéphane Soumier, Valérie Bruschini et Pierre Fraidenraich, associés au groupe de presse CMI France, propriété de l’homme d’affaires tchèque Daniel Křetínský.
La chaîne se revendique comme étant un média d'information économique et financière proposant des analyses et de l'expertise. Sa ligne éditoriale est tournée vers le business et met en avant le monde de l'entreprise et ses acteurs (patrons, recrutement, philosophie d'entreprise ...).

### Rachat par le groupe Ficade
En juillet 2024, le groupe Ficade annonce racheter B Smart.

## Diffusion
B SMART est disponible gratuitement sur les bouquets des box Orange (canal 230), Free (canal 163) et Bouygues Telecom (canal 246) mais pas chez ceux de SFR dont la chaine BFM Business est un concurrent direct, ni sur ceux de CANAL+.
La chaîne est aussi disponible en direct et en replay sur Bsmart.fr et Molotov.tv .
Canal+ annonce le retrait de la chaîne de ses offres à compter du 7 septembre 2021.

## Émissions et personnalités
La chaîne propose des émissions thématiques présentées par des journalistes spécialisés : Arnaud Ardoin, Thomas Hugues, Delphine Sabattier, Grégoire Favet, Nicolas Pagniez, Stéphane Soumier, Aurélie Planeix, Michel Denisot, Jean-Marc Sylvestre, Gilane Barret ou encore Florence Duprat.
Elle a également recruté l’ancien député Benjamin Griveaux pour parler stratégie d'entreprise ou encore l'actuelle élue à la mairie de Paris Audrey Pulvar pour une émission autour de questions environnementales.

## Dirigeants et responsables
- Président : Gaël Chervet
- Directeur Général : Mathieu Meffre
- Rédacteur en chef : Grégoire Favet